# Салма (приток Нолы)
Салма — река в России, протекает по Муезерскому району Карелии. Устье реки находится в 1,5 км по левому берегу реки Нолы. Длина реки составляет 12 км, площадь водосборного бассейна — 177 км².
Правый приток — Айта (из озера Айта).
Протекает восточнее посёлка Лендеры, северо-западнее посёлка Мотко.

## Данные водного реестра
По данным государственного водного реестра России относится к Балтийскому бассейновому округу, водохозяйственный участок реки — Реки Карелии бассейна Балтийского моря на границе РФ с Финляндией, включая оз. Лексозеро. Относится к речному бассейну реки Реки Карелии бассейна Балтийского моря.
Код объекта в государственном водном реестре — 01050000112102000010297.